# هیرومیچی ساکاموتو
هیرومیچی ساکاموتو (انگلیسی: Sakamoto Hiromichi؛ زادهٔ تاریخ ورودی نامعتبر است) آهنگساز است.